# Уиклоу (город)

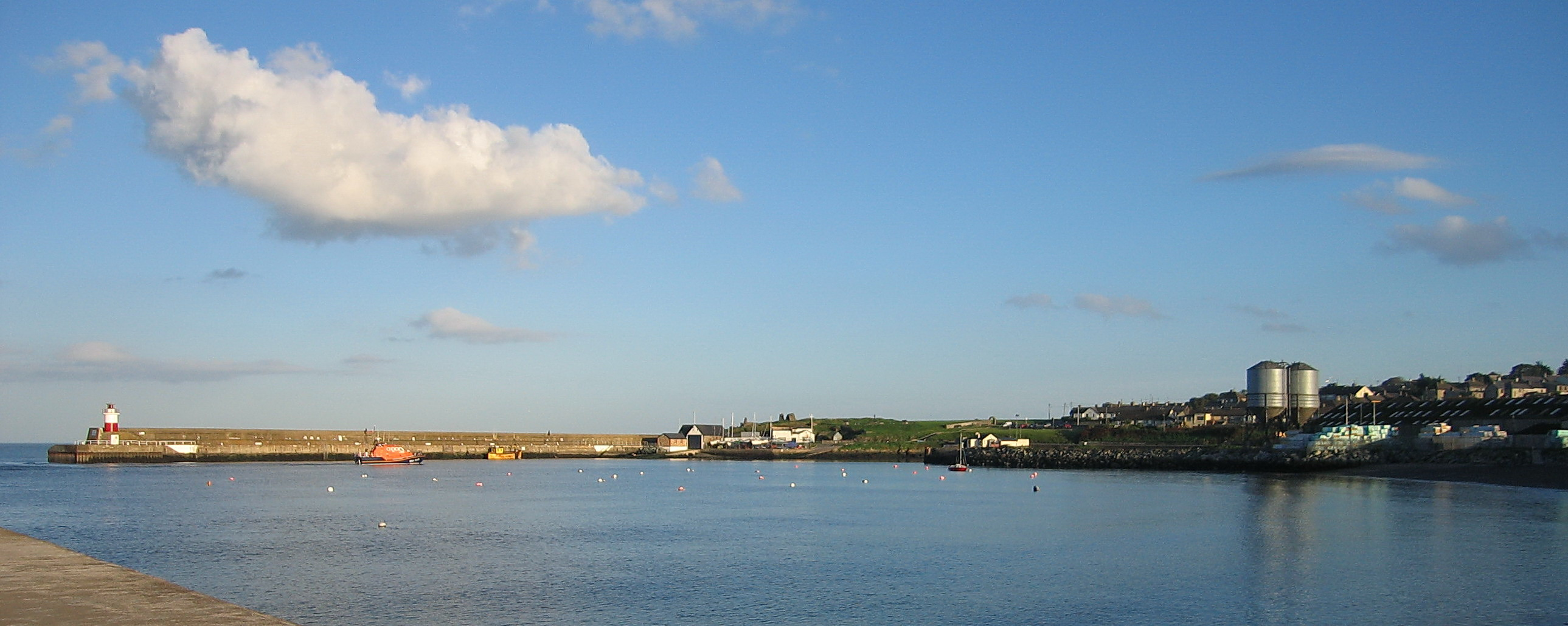
Гавань Уиклоу

Уиклоу (англ. Wicklow; ирл. Cill Mhantáin (Киль-Вантань), «церковь безоднозубого») — (малый) город в Ирландии, административный центр графства Уиклоу (провинция Ленстер), а также его крупнейший город.
Через город проходит магистраль N11 и национальная железная дорога, соединяющие Дублин и Уэксфорд, паромное сообщение с Уэксфордом и Арклоу. Также есть торговый порт, в основном импортирующий древесину и текстиль.

## Демография
Население — 10 070 человек (по переписи 2006 года); при этом, внутри городской черты (legal area) проживало 6930 человек, в пригородах (environs) — 3140. В 2002 году население составляло 9355 человек.
Данные переписи 2006 года:
| Общие демографические показатели |               |                               |                               |      |      |
| Всё население                    | Всё население | Изменения населения 2002—2006 | Изменения населения 2002—2006 | 2006 | 2006 |
| 2002                             | 2006          | чел.                          | %                             | муж. | жен. |
| 9355                             | 10 070        | 715                           | 7,6                           | 4998 | 5072 |

В нижеприводимых таблицах сумма всех ответов (столбец «сумма»), как правило, меньше общего населения населённого пункта (столбец «2006»).
| Религия (Тема 2 — 5 : Число людей по религиям, 2006) |             |                |             |            |        |        |
| Католики, чел.                                       | Католики, % | Другая религия | Без религии | не указано | сумма  | 2006   |
| 8577                                                 | 85,2        | 897            | 500         | 96         | 10 070 | 10 070 |

| Этно-расовый состав (Этничность. Тема 2 — 3 : Постоянное население по этническому или культурному происхождению, 2006) |            |              |       |        |        |            |       |        |
| Белые ирландцы | Лухт-шулта | Другие белые | Негры | Азиаты | Другие | Не указано | сумма | 2006   |
| 8822 | 78         | 758          | 30    | 47     | 110    | 107        | 9952  | 10 070 |
| Доля от всех отвечавших на вопрос, %                                                                                   |            |              |       |        |        |            |       |        |
| 88,6 | 0,8        | 7,6          | 0,3   | 0,5    | 1,1    | 1,1        | 100   | 98,81  |

1 — доля отвечавших на вопрос о языке от всего населения.
| Владение ирландским языком (Тема 3 — 1 : Число людей от 3 лет и старше по способности говорить по-ирландски, 2006) |      |            |       |        |
| Владеете ли Вы ирландским языком?                                                                                  |      |            |       |        |
| Да | Нет  | Не указано | сумма | 2006   |
| 3682 | 5693 | 157        | 9532  | 10 070 |
| Доля от всех отвечавших на вопрос о языке, %                                                                       |      |            |       |        |
| 38,6 | 59,7 | 1,6        | 100   | 94,71  |

1 — доля отвечавших на вопрос о языке от всего населения.
| Использование ирландского языка (Тема 3 — 2 : Говорящие по-ирландски от 3 лет и старше по частоте использования ирландского языка, 2006) |                                                            |                                               |                                               |                                               |                                               |                                               |       |                                     |        |
| Как часто и где Вы говорите по-ирландски?                                                                                                |                                                            |                                               |                                               |                                               |                                               |                                               |       |                                     |        |
| ежедневно, только в образовательных учреждениях                                                                                          | ежедневно, как в образовательных учреждениях, так и вне их | в других местах (вне образовательной системы) | в других местах (вне образовательной системы) | в других местах (вне образовательной системы) | в других местах (вне образовательной системы) | в других местах (вне образовательной системы) | сумма | всего, отвечавших на вопрос о языке | 2006   |
| ежедневно, только в образовательных учреждениях                                                                                          | ежедневно, как в образовательных учреждениях, так и вне их | ежедневно                                     | каждую неделю                                 | реже                                          | никогда                                       | не указано                                    | сумма | всего, отвечавших на вопрос о языке | 2006   |
| 1232 | 89                                                         | 94                                            | 206                                           | 1130                                          | 887                                           | 44                                            | 3682  | 9532                                | 10 070 |
| Доля от всех отвечавших на вопрос о языке, %                                                                                             |                                                            |                                               |                                               |                                               |                                               |                                               |       |                                     |        |
| 12,9 | 0,9                                                        | 1,0                                           | 2,2                                           | 11,9                                          | 9,3                                           | 0,5                                           | 38,6  | 100                                 |        |

| Типы частных жилищ (Тема 6 — 1(a) : Число частных домовладений по типу размещения, 2006) |          |         |                 |            |       |        |
| Отдельный дом                                                                            | Квартира | Комната | Переносные дома | не указано | сумма | 2006   |
| 3180                                                                                     | 165      | 11      | 2               | 54         | 3412  | 10 070 |

## Города-побратимы
- Монтиньи-ле-Бретоннё (Франция, с 1993)

## История
Известно, что современник Св. Патрика Св. Монтан вёл здесь свою мессианскую деятельность, местная церковь Cill Mantan была названа его именем, через несколько столетий поселение было захвачено данами, названо ими Викиглоу (Wykinglo) и сделалось одной из основных их баз на восточном побережье. После англо-норманнского завоевания во 2 веке Стронгбоу даровал город Морису Фитцджеральду. В 1176 М. Фитцджеральд начал в городе строительство Чёрного Замка, но из-за его смерти в 1177 строительство затормозилось, Уильямом Фитцаделмом его сыновья были лишены прав на владение, но и он не смог продолжить возведение замка из-за своего отзыва в 1179 в Англию. В 1301 ирландцы сожгли город. Вновь за строительство замка и укрепление города взялся Уильям Фитцуильям в 1375, его потомки в течение нескольких поколений удерживали власть над городом. Но город оставался объектом спора между кланами О’Тул, О’Бёрн и англичанами за овладение им вплоть до 17 века.

## Известные личности
- Рестлер Принц Девитт (наст.им. Фергал Девитт)родился в Уиклоу